# Schowka

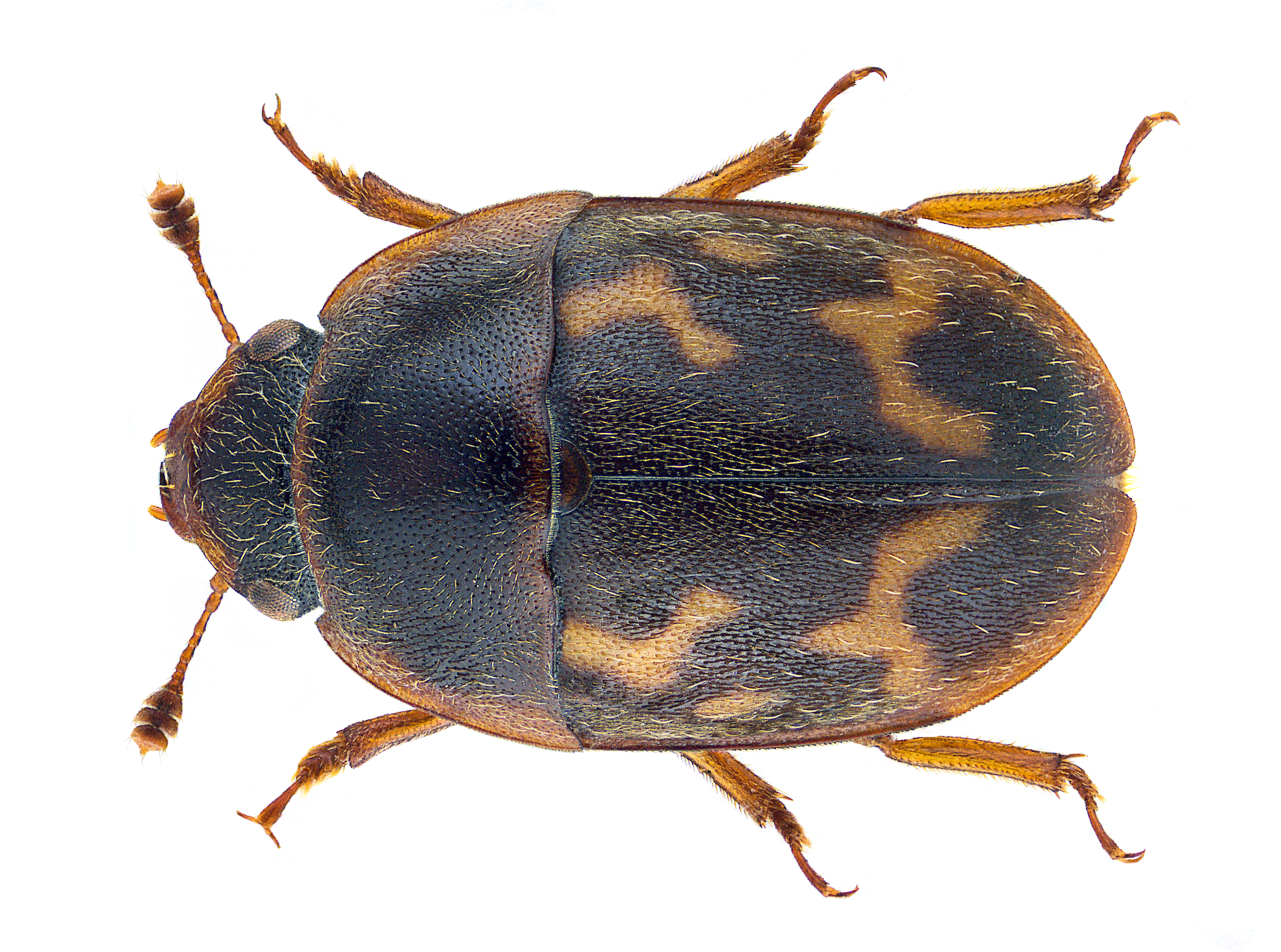
Cryptarcha strigata

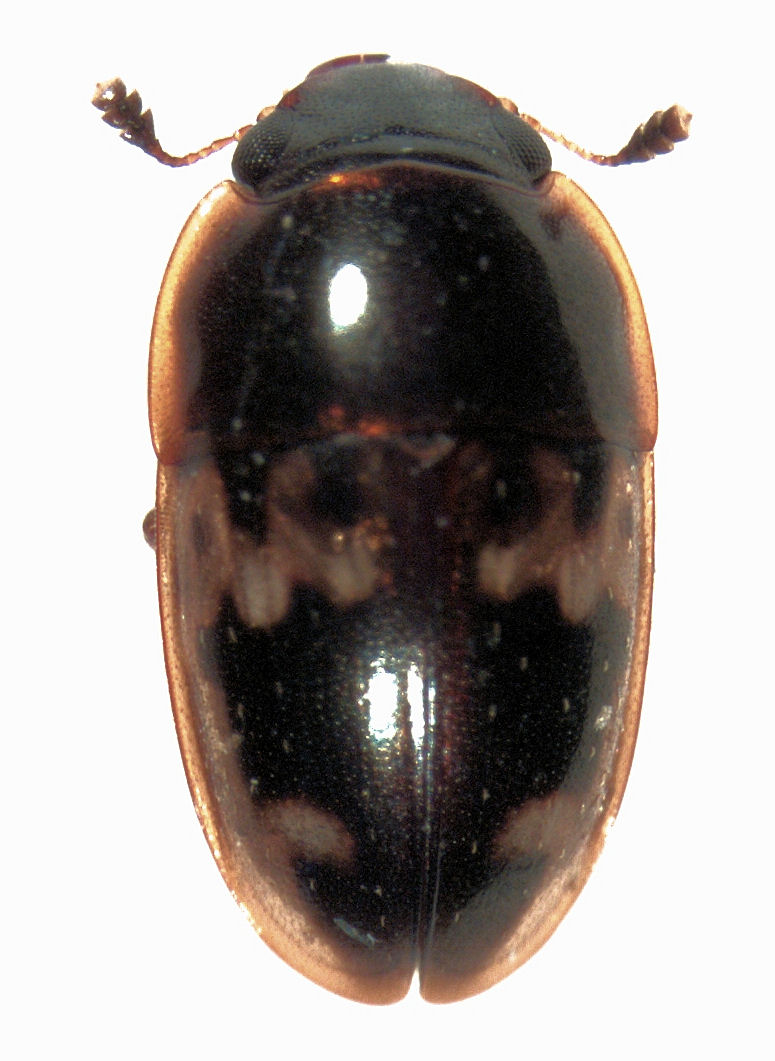
Cryptarcha nitidissima

Schowka, skrytoustek (Cryptarcha) – rodzaj chrząszczy z rodziny łyszczynkowatych i podrodziny Cryptarchinae.

## Morfologia
Chrząszcze o ciele stosunkowo mocno wypukłym, w zarysie owalnym. Oskórek jest nieregularnie punktowany i porośnięty dwoma rodzajami włosków – odstającymi białawymi i przylegającymi ciemniejszymi. Czułki wieńczą buławki o stosunkowo luźno zestawionych członach. Przedplecze jest ciemne, często z rdzawo rozjaśnionymi brzegami. Krawędź podstawowa przedplecza jest falisto wykrojona. Pokrywy są ciemne, często z jaśniejszymi brzegami i plamami. Rządek przyszwowy jest dobrze widoczny od szczytu pokryw aż za połowę ich długości. Odnóża mają wyraźnie, sercowato rozszerzone trzy początkowe człony stóp.

## Ekologia i występowanie
Owad te należą do fauny saproksylicznej. Bytują w wyciekającym z drzew soku, zagrzybiałych pniach i pniakach oraz hubach. Larwy są mykofagiczne. Owady dorosłe niektórych gatunków spotyka się także w gnijących na polach burakach.
Rodzaj ten ma zasięg kosmopolityczny. Najliczniej reprezentowany jest w krainie neotropikalnej, gdzie stwierdzono ponad 50 jego gatunków. Nie mniej niż 20 gatunków zamieszkuje krainy etiopską i orientalną. W nearktycznej Ameryce Północnej odnotowano 16 gatunków. Palearktykę zamieszkuje 11 gatunków, z których tylko C. strigata i C. undata stwierdzono w Polsce. Trzy gatunki występują na Madagaskarze.

## Taksonomia
Rodzaj ten wprowadzony został w 1839 roku przez Williama Edwarda Shuckarda. Przypuszczalnie jest taksonem parafiletycznym. Należy do niego ponad 120 opisanych gatunków, w tym:
- Cryptarcha accreta Kirejtshuk, 1987
- Cryptarcha australis Reitter, 1873
- Cryptarcha bifasciata Baudi, 1870
- Cryptarcha cyllodoidea Kirejtshuk, 1987
- Cryptarcha elleipsis Kirejtshuk, 1987
- Cryptarcha jenisi Jelínek et Lasoń, 2007
- Cryptarcha klugii Reitter, 1876
- Cryptarcha lawrencei Kirejtshuk, 1987
- Cryptarcha longa Kirejtshuk, 1987
- Cryptarcha nitida Reitter, 1877
- Cryptarcha nitidissima Reitter, 1873
- Cryptarcha politus (W.J. Macleay, 1871)
- Cryptarcha rotundiclavus Kirejtshuk, 1987
- Cryptarcha sicardi Grouvelle, 1907
- Cryptarcha strigata (Fabricius, 1787)
- Cryptarcha subnitida Kirejtshuk, 1987
- Cryptarcha undata (Olivier, 1790)